# Julius Wiesner
Julius Wiesner (Tschechen, 1838. január 20. – Bécs, 1916. október 9.) osztrák botanikus. Botanikai szakmunkákban nevének rövidítése: „Wiesner”.

## Élete
A bécsi tudományegyetem fizikai és fiziológiai intézetében és a műegyetem kémiai műtermében szakjának, a fiziológiai növénytannak irányt szabva, 1861-ben a műegyetemen magán- és 1868-ban nyilvános tanár lett. 1870-ben a mariabrunni erdészeti akadémiára ment át, de már 1873-ban a bécsi tudományegyetemen a növényanatómia és fiziológia tanszékét rendes minőségben foglalta el; de a műegyetemen az áruismeretből 1880-ig adott elő. 1898-99-ben a bécsi egyetem rektora volt. Kutatóúton járt többek között Egyiptomban, Indiában, Javán, Szumátrán, az Északi-sarkon és Észak-Amerikában.
Fő munkássága a kísérletes növényfiziológia, kivált a fény növényélettani hatásainak földerítését célozza. A kereskedelmi árucikkek valódiságának kimutatásában megkapó eredményeket ért el.

## Emlékezete
Bécs 22. kerületében (Donaustadt) 1953-ban utcát neveztek el róla.

## Főbb munkái
- Einleitung in die technische Mikroskopie (Bécs, 1867)
- Die technisch verwendeten Gummiarten, Harze und Balsame (Erlangen, 1869)
- Mikroskopische Untersuchungen (Stuttgart, 1872)
- Die Rohstoffe des Pflanzenreichs (Lipcse, 1873)
- Die Entstehung des Chlorophylls in der Pflanze (Bécs, 1877)
- Die heliotropischen Erscheinungen im Pflanzenreich (2 rész, uo. 1879-80)
- Das Bewegungsvermögen der Pflanzen (uo. 1881)
- Elemente der wissenschaftlichen Botanik (3. kiad., uo. 1891)
- Die mikroskopische Untersuchung des Papiers (uo. 1887)
- Organisation der vegetabilischen Zellwand (1886)
- Ombrophile und ombrophobe Pflanzen (Sitzungsb. d. Ak., Bécs, 1893)